# Tetrastemma dutoiti
Tetrastemma dutoiti är en djurart som tillhör fylumet slemmaskar, och som först beskrevs av Wheeler 1940.  Tetrastemma dutoiti ingår i släktet Tetrastemma och familjen Tetrastemmatidae. Inga underarter finns listade i Catalogue of Life.